# おとぎ銃士 赤ずきんの登場人物
おとぎ銃士 赤ずきんの登場人物（おとぎじゅうし あかずきんのとうじょうじんぶつ）では、コナミデジタルエンタテインメント企画・製作（原案・熊坂省吾）のアニメ作品および「月刊コミックブレイド」（マッグガーデン）連載の漫画作品（作画・緋色雪）『おとぎ銃士 赤ずきん』の登場人物について述べる。

## 主要人物
赤ずきん（あかずきん）
声 - 田村ゆかり
本作の主人公。フェレナンド王の命を受け異世界「ファンダヴェーレ」からやってきた、四ツ葉騎士団三銃士の少女。14歳、血液型O型。OVAおよびアニメ全話（第1話 - 第39話）に登場。
「ファンダヴェーレ」と「エルデ」2つの世界を救うため、草太を魔の手から護っている。天然ボケな性格で食いしん坊だが、正義感は強い。ヴィーゼ村の出身で、3歳の時に両親を狼族に襲われて亡くした経緯から、世界が平和になることを願っている。剣術に長けているが、結界魔法を使いこなせないなど魔法はあまり得意ではない模様。だが一応三銃士の中では「火の魔法」担当である。彼女が扱う大型の武器は、スウィートフォンを使ってカードから実体化させる。アニメ版では全ての戦いが終わった後、仲間皆で思い出作りの温泉旅行へ行き、草太らと別れファンダヴェーレへ戻ったが、漫画版ではフェルナンド王の許しをもらい再びエルデへ戻っている。
童話の『赤ずきん』は赤い頭巾を被っているが、彼女は羽がついた赤い皮製ヘルメットを被っている（予告編で「赤ずきんというより赤ヘルメット」と突っ込まれたことも）。また、ヘルメットの下にはいわゆるアホ毛がある。普段はへそが見える紺のアンダーウェアに赤い肩掛けやスカート状の布を巻いているが、睡眠時などはアンダーウェアだけのため印象が異なる。また、ブーツの裏には肉球を模した物が付けられており、歩く度にピポピポと可愛らしい足音が鳴る。好物は甘い物と肉じゃが。胸にクローバーをあしらった紋章を持つが、デザイン的にはカタバミが誤用されているようである。
モチーフは『赤ずきん』。
白雪姫（しらゆきひめ）
声 - 立野香菜子
赤ずきんの親友で、同じく四ツ葉騎士団三銃士の一人。14歳、血液型B型。OVAおよびアニメ第2話より第39話まで登場。魔法使いであり、攻撃・回復両方の魔法に長けており、三銃士の中で一番の策略家。三銃士の中では「水の魔法」を担当し、また現在はフェレナンドから「風の魔法」も託されている。また彼女のスカートについている七つのポケットには七体の使い魔（モチーフは七人の小人）が入っており、白雪姫が魔法を最大限開放した時に姿を現わす。
オシャレ好きで、性格はおしとやかに見えるが実はけっこう口が達者で自身を可愛いと評するほど自信過剰な部分があり、ヴァルの評によると「口喧嘩で彼女に勝てる者はファンダヴェーレには居ない」との事だが、実はりんごとの口喧嘩で1度負けたことがある。また強がってはいるが、本当は素直で甘えん坊な性格。幼き頃、とある国の領主であった父（声：堀秀行）と暮らしていたが、サンドリヨンの部下の魔女（声：二木静美）が継母を装いウィザースベルという街よりやってきたことから父親が冷酷な性格に変わってしまい、寂しい思いをした様子。彼女は、全ての戦いが終わりファンダヴェーレへ戻った後、その魔女に奪われた故郷を取り返すべく、帰国の途についた。しかし、漫画版ではここのくだりがすべてカットされたため赤ずきんたちと一緒にエルデへ向かっている。
童話の『白雪姫』は白・赤・黒を外見の基調としているが、彼女は白と青を基調とした外見の眼鏡っ娘である。髪をツインテールにして眼鏡をはずすと、とても可愛いらしい。
りんごとは口喧嘩が絶えないが、性格や髪型などの共通点も多い。アニメ第39話の別れの際には、別れを惜しむあまり、りんごと抱き合い、2人で号泣した。
モチーフは『白雪姫』。
いばら姫（いばらひめ）
声 - 沢城みゆき
ファンダヴェーレで最も長寿で美麗であることで知られるエルフ族の末裔（第314代目）で、四ツ葉騎士団三銃士の一人。14歳、血液型AB型。アニメ第5話より第39話まで登場。
三銃士の中では「大地の魔法」を担当し、生きた植物のトゲを使った攻撃に長けている。マイペースな性格でよくあくびをしたり、居眠りをすることが多い。植物系の魔法には幼い頃から長けていたが、特に幼い頃は睡眠につくと自らの魔法力を制御できなくなり、周囲の土地や生物を無意識の内に攻撃し、荒廃させる癖があったため、制御する術を学ぼうと魔法学校への入学を希望した。
周囲を傷付けることを恐れ、以降眠ることを拒んでおり、昼夜問わず眠いように見える。それゆえによく眠りかけて寝惚けてしまい、暴走し敵味方構わず傷付けてしまうこともしばしば。出身のエルフ族の国は田舎で、いばら姫も普段は標準語だが、実は方言がきつい。アニメ第39話で草太と別れる際、どさくさ紛れに、エルフ族の正式な挨拶であるとして草太の頬にキスをした（白雪姫いわく、「そんなの初耳」）。漫画版では他の三銃士と同様エルデに移っている。
モチーフは『いばら姫』。
鈴風 草太（すずかぜ そうた）
声 - くまいもとこ（OVAおよびTVA第1話 - 第25話）→三瓶由布子（TVA第26話 - 第39話）
本作のもう一人の主人公。草や花を元気に出来たり、話せたりする能力を持つこと以外は、ごく普通の中学生の男の子。本作は彼の視点で描かれる。14歳、血液型A型。OVAおよびアニメ全話（第1話 - 第39話）に登場。
草花の命を大事にする心優しい少年。幼い頃母から聞いたおとぎ話「ふたつの世界の物語」について知るため、図書館や町の古書店へと通い手掛かりを探すことを日課としていた。「封印の鍵」の1つ「エルデの鍵」を内に秘めており、それが元で第1話に秋葉原でナイトメアリアンに襲われ赤ずきんと出会い、運命が大きく変わることになった。ファンダヴェーレでは2つの世界の物語について知る者を探し旅をしており、遂にはその物語がサンドリヨンの物語であったと知ってしまった。「大切な人」を失うことを極度に恐れた時や実際に失ってしまった時、彼の鍵の力は覚醒する。鍵の力でジェドを消し去った時にはその力を目の前に恐れをなし驚愕していた。そのことに付け込まれサンドリヨンに利用されるも、最後には仲間達と共に物語の終焉を担った。
「ふたつの世界の物語」のことになると、途端に狭視的になる節がある。恋愛に関してはとにかく鈍い。度々単独行動をしては危険に陥ったり、周りからモテる天然の素質があったりと、典型的な主人公体質。
漫画版ではアニメと比べると少々天然さが薄く、当初は赤ずきん達の行動にハラハラし、気疲れするような描写があった。
なお、担当声優が変更になったのは、くまいもとこが2006年12月21日から病気療養で休業したため、第26話以降は三瓶由布子が演じることになっている。
木ノ下 りんご（きのした りんご）
声 - 釘宮理恵
草太の幼馴染の女の子。14歳、血液型O型。OVAおよびアニメ全話（第1話 - 第39話）に登場。
しっかり者で、気の強さが目立つが何かと草太に世話をやく優しさをもつ。草太に気がある様子。そのためか白雪姫と反りが合わず、よく口喧嘩をする。また、とても口が達者で白雪姫を論破した事もある。しかし、何故かハーメルンと仲が良く、赤ずきんたちから、本編中だけでなく次回予告でもつっこまれている。料理が得意で特に肉じゃが作りが上手く、赤ずきん・ヴァルに気に入られた。エルデの中学校では学級委員長。語尾に「〜だゾ」とつける癖がある。
名前の由来は『白雪姫』に出てくる毒林檎。
銀狼ヴァル（ぎんろうヴァル）
声 - 檜山修之、小林由美子（幼少時）
赤ずきんの相棒で、人語を話す狼。赤ずきんと共に異世界ファンダヴェーレからやってきた。年齢は20歳ほどで、血液型はA型。OVAおよびアニメ全話（第1話 - 第39話）に登場。
本人は決して犬ではなく狼だと主張するが毎回ネタにされ、ドラマCDではそれが強調している。りんご（後述）からの忠告があったにもかかわらず渋谷の若者たちを相手に人の言葉を発してしまい、それが元で「喋る犬」としてテレビの取材で取り上げられてしまったことも。銀狼という名だが、体毛は銀色と青が入り混じっている。好物は赤ずきんと同じく甘いものと肉じゃが。
実はその正体は狼族の頭領・ジェドの弟であり、本名はカインという（ジェドは異母兄）。父親は狼族の先代国王・ヴァルハン、母親（声：天野由梨）は人間の修道士だった。出生後、狼族と人間との子としてジェドに忌み嫌われ、母親と共にヴィーゼ村にやってきて、暫くすると赤ずきんが生まれ、彼女と幼馴染として生活するも、その村は彼が生きていることさえも嫌っていた兄・ジェドを筆頭とする狼族に襲われ壊滅。その時自らの母と赤ずきんの両親を助けようとして飛び出していき、戻ってこなかったというが、実は廃墟になった村で、弱っていたところを赤ずきんらに助けられた銀狼こそ、彼自身だったのである。飛び出していった後、母を見つけ銀狼の姿となりジェドに挑むものの、返り討ちに遭い自分だけが生き残り、その時の肉体・精神的ダメージにより人間体に戻れなくなったのだという（漫画版では一瞬だけ人間に戻ったようなシーンがある）。彼はそのことを悟られないよう赤ずきんと行動していたが、ジェドとの戦闘時に正体が明らかとなってしまう。赤ずきんに「ずっきゅ〜ん！」を教えたのも彼である。
モチーフは『赤ずきん』に登場する狼。ヴァルという名は、狼族の先代の王・ヴァルハン王（即ち彼の実父）にあやかって赤ずきんらにより名づけられた。

## ファンダヴェーレの世界の住人（味方側）
ハーメルン
声 - 野島健児
城の地下に監禁されていた元傭兵の少年で、四ツ葉騎士団の一人。15歳。王が投降した後も城に残り、王の命令通りにエルデの鍵（＝草太）を待ち続けた。アニメ第8話より第39話まで登場。OVAでは赤ずきん達同様三銃士の一員という設定であり、OVAにもほんの一瞬だけ映っていることが確認できる。
巨大な角笛エンバーテリオンを使った音声魔法を得意とする。ただしあくまでも魔力を持つのは彼自身であり、エンバーテリオンでなくても（例えばたまたま衣服に付着していた木の葉を使った草笛でも）一応は魔法を使える。赤ずきんとは5歳の頃からの幼馴染。幼い頃、カボチャを被った赤ずきんに追いかけられた（しかし彼はその人物を赤ずきんと気付いていないどころか、現在もなお気付けていない）ことからカボチャが大嫌いで、ブレーメン遊撃隊が仕掛けてきたモンスター・パンプキング（声：若本規夫）を見て気絶してしまうほど。
ブレーメン遊撃隊解散の折、ランダージョに「この闘いが終わったら（他の遊撃隊のメンバーも引き連れ）一緒に演奏しよう」と持ちかける。ランダージョは言うまでもなく了解し、アニメ第39話にて無事約束を果たしている。
モチーフは『ハーメルンの笛吹き男』。
ヘンゼル
声 - 清水香里（OVA） →平川大輔（TV）、清水香里（幼少時）
サンドリヨンの参謀として「ナイトメアリアン」を統べていた少年。17歳、血液型A型。暗黒魔法に長けており、かなり強い実力がある。サンドリヨンの精神操作のため、感情が欠落しており、無表情でいることが多かった。
貴族に生まれるも、強力な魔力を持っていたためにグレーテル共々恐れられてしまい、命の危険を察知した両親によっておかしな森へ逃がされ、以後兄妹で森を彷徨うことになる。一時期は森にあるお菓子の家に住んでいたこともある。森を彷徨っていた頃、身を守ってくれたサンドリヨンにグレーテルと共に付いて行くが、「グレーテルを守るために」とサンドリヨンから学び始めた暗黒魔法によって、逆に精神操作を受けてしまった。両親の思いとは裏腹に、彼は「捨てられた」と思っており、このことも彼がサンドリヨンや暗黒魔法へと傾倒した要因の一つとなってしまっている。
アニメ第33話でサンドリヨンの命によりグレーテルを葬ろうとするも、幼少期のグレーテルとの思い出がよぎり、頭痛に襲われ、グレーテルを取り逃がす。アニメ第34話でサンドリヨンの杖を借りてグレーテルらを倒そうとするが、赤ずきんの訴えとグレーテルの体を張った行動により妹を守るという当初の目的を思い出し、精神操作が解ける。OVAおよびアニメ第1話より第39話まで登場（ただし全話には登場していない）。全ての戦いが終わった後、アニメ第39話にて草太らとは学校は違えど学生姿を見せるも、グレーテルと共にファンダヴェーレへ戻り、おかしな森のお菓子の家で暮らしているようである。漫画版では洗脳されていた際妹のグレーテルに手を出したことに対する罪悪感から、グレーテルと別れ1人で旅をしている。
モチーフとなった童話および名前の由来は『ヘンゼルとグレーテル』。
グレーテル
声 - 矢作紗友里
青い髪をツインテールにした、ヘンゼルの妹。13歳、血液型A型。巨大な剣「ミッシンググレイヴ」を用いて重力を操る。兄のヘンゼルに見放されることを何よりも恐れており、何とか手柄を立てようと奮闘するが失敗続きである。劇中での普段の態度からは気付かれないが彼女は本来は戦いを好まない大人しい少女なのである。そして彼女は料理が上手でもあり、サンドリヨンに囚われの身であるフェレナンドにいつも食事を運んでいた。
当初はサンドリヨンの「情けや優しさなど無意味。」という思想教育により、自分たち兄妹以外はどうなろうと関係ないという態度を取り、弱者に対して冷酷な態度を取っていた。
ヘンゼルがサンドリヨンの精神操作を受けている可能性を感じて、表面上は従いながらもサンドリヨンに離反する機会を窺っていた。赤ずきんとの対話を拒否してどっちつかずの態度を取っていた。ヘンゼルの無差別攻撃を受けた時に、命がけで敵である自分を守った赤ずきんらの勇気と説得に心を打たれる。その後、ヘンゼルに命を狙われたことが決定打となり、三銃士の仲間となる。その後、ヘンゼルと対峙して彼の精神操作を解いた。
アニメ第3話より第39話まで登場。そのアニメ第3話において「静森 えりか（しずもり えりか）」と名乗り、転校生という形で草太たちのクラスに潜入する形で初登場した。全ての戦いが終わった後、アニメ第39話にて静森えりかの名で再度学校に顔を見せるも、ヘンゼルと共にファンダヴェーレに戻っている。漫画版ではりんごに誘われ赤ずきんたちと一緒にエルデへ向かっている。OVAでは設定・デザインこそあったものの登場せず。
兄と同様、モチーフおよび名前の由来は『ヘンゼルとグレーテル』。
原案の熊坂省吾や担当声優の矢作紗友里らからは、「グレ子」（グレこ）とも呼ばれ親しまれている。矢作は「テル美」（テルみ）と呼んで欲しいとも語っている（DVD第2巻オーディオコメンタリーより）。
フェレナンド王（フェレナンドおう）
声 - 田坂秀樹
ファンダヴェーレ世界の王。穏やかな性格で、どんなときも優しさを忘れず、民からも慕われている。投降の直前、ハーメルンに、エルデの鍵を待ち続けるようにと最後の命令を下した。サンドリヨン城に囚われの身となり利用されるも、最後には仲間達と共に物語の終焉を担った。「封印の鍵」の1つ「ファンダヴェーレの鍵」を秘めている。三銃士の火・水・大地の魔法に並ぶ、「風の魔法」を使う。アニメ第1話より第39話まで登場（ただし全話には登場していない）。
モチーフは『実意ありフェレナンドと実意なしフェレナンド』。
キュピ
声 - 矢作紗友里
フェレナンドのペットである、ピンク色をした四つ耳のウサギ。性別は雌（ドラマ&サウンドトラックCD第二章より）。サンドリヨン城への道案内役をフェレナンド王より任され赤ずきんらに同行しているが、ほとんど役に立っていない。ヴァルの背が主な定位置だったが、グレーテル合流後はなぜかすぐに懐き寄り添っている。予告編でもグレーテルとは絶妙のコンビネーションを見せていた（担当声優をネタとしたギャグ）。アニメ第1話より第39話まで登場（ただし全話には登場していない）。
名前の由来は鳴き声から。
鈴風 小夜（すずかぜ さよ）
声 - 皆口裕子、清水香里（トゥルーデ時）
草太の母。アニメ第1話の冒頭の、何者かにさらわれているシーン（草太の回想）から登場し、以降主に草太の回想で登場する。元はファンダヴェーレの住人で、本名をシルフィーヌと言う。七賢者の一人である。14年前、使命からエルデへ赴き純太朗との間に草太=鍵の力を授かるが、10年前、サンドリヨン復活の知らせを受けファンダヴェーレへ戻り（このことを草太は「何者かにさらわれた」と歪んで記憶していたようである）、サルタンと共にサンドリヨンと対峙。その際サンドリヨンに捕らえられ、暗黒魔法の力を得た傀儡・トゥルーデと化してしまう（ただし、漫画版ではトゥルーデになっておらずサンドリヨンに監禁されていた）。
以後はサンドリヨンの最も忠実な部下として暗躍する。魔法使いで、「闇の三騎士」を従えていた。四ツ葉騎士団壊滅に原子単位の再構築魔法「メタモルフォス」を使い大きく貢献。自らは闇の化身を思わせる漆黒（睫毛などは白く、ネガフィルムのようでもある）の姿だが、攻撃により強い衝撃を受けた際には、幾度か本来の姿をのぞかせた。アニメ第36話にて草太のエルデの鍵の力によって元に戻るも、すでに用済みであるとサンドリヨンにより殺害されかける。しかし、危機一髪のところでサルタンに助けられた。部屋にはくすんだ白色の像にされた人間が大勢居たが、彼らも元に戻った模様。全ての闘いが終わり、他のファンダヴェーレの住人が全て元の世界へと帰還する中、エルデの鍵である草太の守護（と、鈴風家の母または妻としての役目）を全うすべく、一人エルデに残った（漫画版でもエルデに残るが赤ずきんたちが一緒についてくることになったため部屋のことを心配している様子が書かれている）。
OVAおよびアニメ第1話より第39話まで登場（ただし全話には登場していない）。トゥルーデとしてはアニメ第10話より第36話まで登場。
トゥルーデという名前の由来は『トゥルーデおばさん』。
サルタン
声 - 城山堅
ファンダヴェーレを守護し続け、1000年前にはサンドリヨンを封印した、ファンダヴェーレ七賢者の1人（他の七賢者はすでに亡くなっていると思われたが、シルフィーヌ〈鈴風小夜〉のみは生き残っていた）。トゥルーデを倒すため、赤ずきんらに究極の魔法を授けようとするもトゥルーデに人形化される。しかし残留意思のようなものとして赤ずきんらをサポートし、赤ずきんがプリンセスモードを会得したところを見届けた。後に登場した際はトゥルーデに操られたりもしたり、小夜を助けたりと、赤ずきんらの陰のサポート役として活躍した。アニメ第20話より第38話まで登場。
名前の由来はグリム童話の『サルタンじいさん』（語源はイスラムの君主号「sultān」）。
ハンス
声 - 白石涼子
赤ずきんらが旅の途中で出会った少年。魔法を使う両親が戦線に行き、殺されてしまったことから魔法が嫌いであった。そのことから白雪姫と喧嘩するが、後に魔法は使い方次第だと思い改め和解する。アニメ第9話・第37話・第38話に登場。
名前の由来はグリム童話で頻繁に登場するドイツ語圏の男性名「Hans」。
リリ
声 - 松岡由貴
赤ずきんらが旅の途中で出会った少女。子供の頃から、咲くと村が幸せになると言われ守り神的存在であった、「千年蕾」と呼ばれる百合を大事にしていた。だがその百合はサンドリヨンが1000年前に怪物にしたものであり、現在になりランダージョのちょっとしたミスにより怪物の姿をあらわにしてしまうが、いばら姫に助けられる。戦闘後その怪物はその場に百合畑となった。アニメ第10話・第38話に登場。
カテジナ
声 - ゆかな
赤ずきんらが旅の途中で出会った少女。とある村の村長。その村でかねてより信仰（偶像崇拝）されていた神・サラマンドラの伝説、そしておとぎ話を伝える家系。グレーテルの襲撃により一度サラマンドラの像は破壊されるも、草太の「信仰するだけではなく、そこから生まれる勇気を持ち行動に移すべきだ」という観念から像を建造しなおし、これからは行動を興していくことを誓った。アニメ第13話・第37話・第38話に登場。
語り鳥（かたりどり）
声 - 水谷優子
赤ずきんらが旅の途中で訪れた、「灰の降る谷」にある町で、2つの世界の物語を語り継ぎ続ける小鳥。その中で登場したマレーンとは、即ちサンドリヨンであるが、語り鳥は特に知らなかったようである。アニメ第17話に登場。
ラプンツェル
声 - 矢島晶子
果てなく高くそびえる入り口のない塔の天辺に住む美しい女性。婚約する予定であった王子（声：細谷佳正）がヘンゼルに拉致され、「返してほしくば草太らを捕らえろ」という交渉に乗ってしまう。赤ずきんらにより王子共々助けられた後、魔法でカエルにされていた王子をキスで元に戻し無事婚約した。アニメ第22話・第37話・第38話に登場。
モチーフおよび名前の由来は『ラプンツェル』で、婚約者の王子は『かえるの王さま』がモチーフ。

## ファンダヴェーレの世界の住人（敵側）
サンドリヨン
声 - 渡辺美佐、桑島法子（若い頃）
ファンダヴェーレとエルデ、2つの世界を征服するという野望を抱いている魔女。年齢不詳。暗黒魔法の使い手で、本編での最強の敵。1000年ぶりに復活し、「封印の鍵」を求めて草太を狙う。OVAおよびアニメ第1話より第39話まで登場（ただし全話には登場していない）。鏡を使いファンダヴェーレとエルデを往来しているという。
本名はマレーン。若い頃は、嘗て「ハシバミの谷」と称された、ある美しい町に住んでいた。ある日もう1つの世界=エルデから来たという少年（声：小林ゆう）に出会い恋をするが、後に近くの火山が噴火。少年は自分が災いをもたらしてしまったと察知し、1枚の鏡を残しエルデへと去ってしまう。その鏡ではエルデと交信ができたため、その鏡でマレーンは少年と会話を嗜んだ。再び少年に直接会おうと、2つの世界が1つになることを願った。しかしその鏡が災いをもたらしたとされた少年のものであったため、危険であると思われてしまい、谷の人々に破壊されてしまう。
それからその谷は「灰の降る谷」と呼ばれるようになる。以後、彼女はエルデへ行く方法を模索する。やっとその方法を知ると、それに必要なだけの魔力を習得した。しかし、エルデへ行くために2つの世界が繋がる場所へ赴いたかと思うと、鏡の向こうの少年が別の女性と結ばれていたことを知ってしまう。そのショックで「神様は私を不幸にするために世界を2つに分けたのではなかろうか」と嘆き、心を酷く歪ませ、階段を駆け下りながら、少年と踊ることを夢見て履いていたガラスの靴を片方残し、神を怨んだ。
その後、書物を調べて「暗黒魔法」の存在を知ると、「希望の鐘」があるという街・ウィザースベルに降り立ち、その鐘を暗黒呪文と共に鳴らし、暗黒の鐘へと変化させてしまった。彼女は暗黒魔法を我が物とし各地で悪事を働き始めてしまった。ある日、居を構えていた水晶の泉で村人たちを苦しめていたとき、あのエルデの少年と再会し彼に悪事をやめ、共にエルデへ行くことを頼まれるが、もう今更止めることはできないと一方的に断り、暗黒魔法で再び村人を苦しめ始めようとすると、少年は彼を裏切った罰だと自ら暗黒魔法を受け、消滅してしまう。「大切な人」を含めた何もかもを失ってしまったあまり悲しみ慄き、とうとう悲劇という名の灰をかぶった悲しき姫「サンドリヨン」としてファンダヴェーレに君臨、「2つの世界を1つに」=「征服する」ため「封印の鍵の力」を求めるようになる。一度は七賢者によって水晶の泉に封印されるも、1000年の時を経て復活。そして10年後、「封印の鍵の力」=「草太とフェレナンド」だと知り、手始めにフェレナンドを捕らえさせ、次に草太を自らの手で捕らえた。封印の鍵の力を利用し巨大化・異形化するも、赤ずきんらの未来を信じる力に圧され続け、ついには1000年前と同じ運命を辿ることとなる（現在は封印の地の水晶の泉で眠りについているが、その表情はとても穏やかである）。漫画版では改心したらしく最終的に野望を捨てどこかへと消えていった。
「優しさなど無意味」を信条として掲げている。暗黒魔法による心理操作を受けていないグレーテルがなかなか離反しなかったのは、彼女の思想教育が徹底していたからとも考えられる。
人間を精神的に苦しめる作戦を得意とするが赤ずきんには彼女の心理攻撃は一切通用しなかった。武力による先制攻撃は趣味ではないらしく、部下を全て失ったジェドの抗議には、「先に手を出したのは貴様達ではないか」と答えている。降伏した者や部下の失敗には寛大だが、裏切りは許さない。
かつて彼女が残した片方のガラスの靴は、後にまだ物語の途中だった頃に草太が見つけ、ヘンゼルが彼女に返上するも、本人は過去の悲劇を思い出したくなかったためにすぐに破壊してしまった。しかし、未練がましかったのかもう片方のガラスの靴は履いたままであった。なお、今ではハシバミの谷は、赤ずきんらが訪れたことにより活気付けられ復興し、住民らの心も晴れた。割れた鏡もりんごにより発見され、綺麗に修繕された。ウィザースベルの鐘も、赤ずきんらによって魔力が抜け、元に戻っている。
サンドリヨンという名前の由来はフランス語で『シンデレラ（灰かぶり）』を意味する「Cendrillon」。本名のマレーンの名前の由来は『マレーン姫』。
セッコー
声 - 吉野裕行（OVA）→ SE（TV）
偵察役。名前や行動は斥候に由来する。
ディートマルシュ
声 - 近藤隆
元四ツ葉騎士団隊長。裏切り者で、敵側へ就くがサンドリヨンらに利用されただけであり、登場してすぐにナイトメアリアンによって殺害されてしまった。ハーメルンの親友でもあった。アニメ第8話に登場。
名前の由来はドイツ騎士団および『ディートマルシュのほらばなし』。
デュード
声 - 服巻浩司
サンドリヨンの手下の魔法使い。表向きは平和だが、実は暗黒魔法に染まった街であるウィザースベルに在住している。赤ずきんらの街案内を担当するふりをして、白雪姫に「希望の鐘だ」と暗黒魔法に染まった鐘を鳴らさせ、洗脳させて赤ずきんらを倒そうとした。しかし、まんまと引っかかったと思われた白雪姫は実は洗脳されたふりをしていただけで、デュードはいとも簡単に敗北してしまった。アニメ第26話に登場。

### ブレーメン遊撃隊
音楽学校への入学を拒否され、サンドリヨンの正規軍への編入も拒まれてしまった魔族の4人（匹）組。全体としてのモチーフは『ブレーメン音楽隊』。
ランダージョを除く3人（匹）はアニメ第32話にて、報われないランダージョを思い、自らナイトメアリアンになりランダージョを救おうとするも、不適合が生じてしまい消滅しそうになる。憐れに思った白雪姫の魔法により元に戻ることに成功したが、その代償として記憶を失うこととなり、結果ブレーメン遊撃隊は解散した。しかし実は記憶は失っておらず、その場の空気に流されて、やむなく記憶をなくした振りをしていただけであった（ドラマ&サウンドトラックCD第三章より）。そのため、アニメ第39話では無事に再結成し、共に演奏するというハーメルンとの約束を果たした。
ランダージョ
声 - 小林晃子
数百年以上生きて人語を話す、長靴を履いた猫。サンドリヨンの配下。血液型B型。秋葉原で売っているおでん缶が好物。そのため「おでん缶ネコ」呼ばわりされてしまう始末である。ブレーメン遊撃隊としては隊長であり、「兄（あに）さん」とまで呼ばれているが、サンドリヨンらにはほぼ見放されたような状態であり、最後まで報われなかった。なお、ブレーメン遊撃隊がバンドとして演奏する際には担当パートにギターを受け持っている。
他のメンバーと違い最後までサンドリヨンに尽くしたが、彼は戦いが終わったことを知らされもせず、アニメ第39話にて旅行中の赤ずきんの前に現れ戦いを挑む。そこでサンドリヨンがすでに封印されたことを告げられ、敵・味方の関係を漸く捨てることとなった（漫画版では終始サンドリオンの配下として動いており最後もサンドリオンの後に1人ついていった）。一人称は「ワガハイ」で、口癖は「〜ニャ」。OVAおよびアニメ第1話より第39話まで登場（ただし全話には登場していない）。
モチーフは『長靴をはいた猫』。名前の由来はイタリア語で「放浪の、彷徨う」といった意味の形容詞「randagio」。ちなみに、「gatto randagio」では「野良猫」を表す。
アレクトール
声 - 杉田智和
鶏。声のトーンが非常に高く、演じている杉田も自身のサイトで「僕だと判別できる人はすごい」と述べるほど。ト音記号型の剣を所持している。バンド演奏時の担当パートはパーカッション。口癖は「〜コケ」。アニメ第8話より第39話まで登場。
名前の由来はギリシア語で「雄鶏」を意味する「αλεκτώρ (alektor) 」。
カーネ
声 - 斎藤千和
犬だが、栗鼠のような可愛らしい外見をしている。口調に覇気がなく、少し気弱でマイペース。バズーカのような武器を所持しており、尻尾にはそれの弾装が括りつけられている。バンド演奏時の担当パートはキーボード。アニメ第8話より第39話まで登場。
名前の由来はイタリア語で「犬」を意味する「cane」。
エセル
声 - 安元洋貴
驢馬。無口でのんびりやな性格で、かなり大柄。所持しているハルバードのような武器は、ブレーメンラプソディを放つ際にアレクトールの止まり木として利用される。バンド演奏時の担当パートはベース。アニメ第8話より第39話まで登場。
名前の由来はドイツ語で「驢馬」を意味する「esel」（ただしその場合発音は「エゼル」となる）。

### 狼族
ジェド
声 - 森川智之
第3勢力である狼族（らいかん）の王。年齢不詳。戦闘時には自らの体を獣化させ、武器は用いず素手で戦う。人間を忌み嫌うが、具体的な理由は作中では明かされていない。純悪役の少ない同作品にあって残忍で根っからの悪役に位置づけられる。先代国王であり、自らの父でもあったヴァルハンを失脚させた。反乱軍も抑え込み、現在に至る。初回登場時は草太のことも知らなかったようで、ザフィーロを殺害したあとにりんご共々、機嫌がよいからと二人を見逃した。その後、狼族とサンドリヨンで表向きは手を組むものの、互いに一切信頼はしておらず、後に双方が争うこととなる。エルデの鍵の力=草太を手に入れようと、大勢の部下とともにサンドリヨン城に乗り込み反旗を翻したが、乗り込んだサンドリヨンの城は偽物であり、ラルゴ、バステライを始めとする同行していた部下達は、全員サンドリヨンの仕掛けていた鏡の魔法による罠か、偽の城の崩落に巻き込まれるなどして全滅し、結果的に狼族は壊滅的な被害を出してしまう。彼自身もこの時、崩落に巻き込まれるが、そのときは辛うじて、生き延びた。
弟のカイン（ヴァル）を殺すため赤ずきんの故郷を襲った張本人でもある。カインが生き延びたこと、ヴァルがカインであることは知らなかった様子。前述の通り人間を嫌っているため、人間を母親に持つカインのことを「忌わしき弟」と呼ぶ。
赤ずきんらとの幾度かに渡る戦闘の後、彼らとの因縁の地であるヴィーゼ村において、アニメ第31話にてプリンセスモードになった赤ずきん、ヴァルの連携攻撃の前に敗れた。その後誤って谷に転落し、生死不明となっていたが生きており、赤ずきんとカインを探し彷徨う中、サンドリヨンの誘惑に負けナイトメアリアンと化してしまう。それにより強靭な力を手に入れたものの、覚醒した草太の力の前に屈した。待ち焦がれていた力に敗れ、命を落とすという皮肉な結末に、最期は狼族としての誇りを捨てた自らの愚かさを嘲笑しながら赤ずきんらに呪いの言葉を吐きつつ散った。結果としては、サンドリヨンに、草太の鍵の力の覚醒を試すための生贄にされたといえる。アニメ第12話より第35話まで登場。
ラルゴ
声 - 川原慶久
ジェドの部下で一族でも最高のスピードを誇り、疾風のラルゴと呼ばれる。サンドリヨンの偽物の城での戦闘時、鏡の魔法で消滅した。アニメ第12話より第27話まで登場。
バステライ
声 - 黒田崇矢
ジェドの部下で疾風のラルゴに対して、力のバステライと呼称される。サンドリヨンの偽物の城での戦闘時、鏡の魔法で消滅した。アニメ第12話より第27話まで登場。
ヴァルハン
先代国王。ジェドとカイン（ヴァル）の実父。ジェドと違い、慈愛溢れる優しい王であったという。アニメ第12話以降名前のみで登場。
ザフィーロ
声 - 望月健一
狼族の先代国王ヴァルハンの最後の側近の1人。ヴァルハンがジェドに失脚させられたため、世を捨て旅をしていた。だが、ジェドに見つかり殺害される。アニメ第12話に登場。

## エルデの世界の住人
鈴風 純太朗（すずかぜ じゅんたろう）
声 - 木村雅史
草太の父。研究員であり、多忙な日々を送っているため、留守にしがちで、あまり家には戻ってこない。草太が封印の鍵を秘めていることを知っていたためか、動揺もせずに草太らをファンダヴェーレへと送り出した。そして最後には、草太らの帰郷を達観した趣きで受け入れた。アニメ第7話より第39話まで登場。
夏美（なつみ）、千絵（ちえ）
声 - 井口裕香（夏美）、儀武ゆう子（千絵）
りんごの友人。共にアニメ第3話より第39話まで登場。草太とりんごが付き合っていると思っている。
星野 ゆうき（ほしの ゆうき）、来生 ひろと（きすぎ ひろと）
声 - 矢口アサミ（星野）、坂本梓馬（来生）
草太の友人。星野はアニメ第3話より、来生はアニメ第5話より登場。
栗梨先生（くりなしせんせい）
声 - 武虎
草太らのクラスの担任。アニメ第3話より登場。
校長先生（こうちょうせんせい）
声 - 松本大
草太らの学校の校長。アニメ第6話に登場。
大江戸 麻理子（おおえど まりこ）
声 - 増田ゆき
テレビ番組「あのネタこのネタ何のネタ」のリポーター。モデルは本作の制作局であるテレビ東京のアナウンサー大江麻理子。「あのネタ〜」の他に、作中には大江が司会を務めるテレビ番組「出没!アド街ック天国」のパロディ「出張!ドラ町ック全国」が登場した。アニメ第2話に登場。